# Anguillicoloides
Anguillicoloides är ett släkte av rundmaskar som beskrevs av Moravec och Taraschewski 1988. Anguillicoloides ingår i familjen Anguillicolidae.
Anguillicoloides är enda släktet i familjen Anguillicolidae.